# Corneli Sever
Corneli Sever (en llatí Cornelius Severus) va ser un poeta romà, de l'època d'August, contemporani d'Ovidi, que el menciona. També en parla Quintilià.
Va ser, segons Quintilià, l'autor d'un poema titulat Bellum Siculum, sobre les guerres de Sicília. Ovidi diu que va escriure un llarg poema sobre els antics reis de Roma, potser titulat Res Romanae. Sèneca cita un fragment d'un altre poema, unes vint-i-cinc línies, sobre la mort de Ciceró. També diu que va escriure un poema sobre l'Etna (Aetna) però potser es trobava dins de l'obra Bellum Siculum.